# Pro Patria et Libertate Sezione Calcio 1980-1981
Questa voce raccoglie le informazioni riguardanti la Pro Patria et Libertate Sezione Calcio nelle competizioni ufficiali della stagione 1980-1981.

## Stagione
Una stagione tutto sommato positiva la 1980-1981 per la Pro Patria, si è piazzata dodicesima nel girone A del campionato di Serie C2. La squadra biancoblù guidata dagli ex tigrotti Norberto Höfling coadiuvato da Camillo Baffi come sua spalla, ha avuto in Giancarlo Bardelli il protagonista assoluto della stagione bustocca, autore di 21 reti, ha stravinto la classifica dei marcatori del girone A, lasciando Virginio Negri del Pavia secondo in classifica, lontano con 13 reti.
Sono salite in Serie C1 la Rhodense e l'Alessandria con 48 punti, che hanno vinto la concorrenza della Carrarese terza, sono retrocesse in Serie D l'Arona, la Biellese e l'Asti Torretta Santa Caterina. Nella Coppa Italia di Serie C i tigrotti hanno superato il quarto girone di qualificazione eliminando Rhodense e Legnano, poi nei sedicesimi della manifestazione hanno ceduto il passo al Piacenza nel doppio confronto.

## Rosa
| N. |                   | Ruolo | Calciatore            |
| -- | ----------------- | ----- | --------------------- |
|    | Italia (bandiera) | C     | Ugo Baiguera          |
|    | Italia (bandiera) | A     | Giancarlo Bardelli    |
|    | Italia (bandiera) | D     | Francesco Bartezzaghi |
|    | Italia (bandiera) | C     | Stefano Bernardi      |
|    | Italia (bandiera) | C     | Patrizio Bonafè       |
|    | Italia (bandiera) | D     | Giovanni Bosco        |
|    | Italia (bandiera) | P     | Maurizio Brevi        |
|    | Italia (bandiera) | C     | Salvatore Cerrone     |
|    | Italia (bandiera) | C     | Gianpaolo Cigolini    |
|    | Italia (bandiera) | D     | Carlo Fabris          |
|    | Italia (bandiera) | A     | Paolo Frara           |
|    | Italia (bandiera) | A     | Luigi Gavezzoli       |

| N. |                   | Ruolo | Calciatore           |
| -- | ----------------- | ----- | -------------------- |
|    | Italia (bandiera) | A     | Gianluigi Losio      |
|    | Italia (bandiera) | C     | Mariano Marchetti    |
|    | Italia (bandiera) | C     | Silvano Moroni       |
|    | Italia (bandiera) | C     | Pierluigi Orgneri    |
|    | Italia (bandiera) | P     | Paolo Pacciarotti    |
|    | Italia (bandiera) | D     | Sergio Riccardino    |
|    | Italia (bandiera) | C     | Massimo Rovellini    |
|    | Italia (bandiera) | C     | Walter Russo         |
|    | Italia (bandiera) | D     | Pier Luigi Sartirana |
|    | Italia (bandiera) | A     | Oscar Spineto        |
|    | Italia (bandiera) | C     | Adriano Strada       |

## Risultati

### Campionato

#### Girone di andata
| Arbitro: | Tagliapietra (Vicenza) |

|                                     |           |  |
| Bizzotto 11’ Baldan 40’ Morello 63’ | Marcatori |  |

| Arbitro: | Bragagnini (Cervignano del Friuli) |

|                               |           |  |
| Cerrone 43’, 66’ Bardelli 70’ | Marcatori |  |

| Arbitro: | Barbaraci (Cagliari) |

|                           |           |              |
| Pandolfi 27’ Simonini 71’ | Marcatori | 2’ Rovellini |

| Arbitro: | De Santis (Treviso) |

|  |           |                        |
|  | Marcatori | 37’ Bressani 73’ Turla |

| Arbitro: | Agnelli (Siena) |

|           |           |                   |
| Prati 12’ | Marcatori | 70’, 71’ Bardelli |

| Arbitro: | Novi (Pisa) |

|                                     |           |  |
| Cerrone 5’ (rig.), 41’ Bardelli 13’ | Marcatori |  |

| Arbitro: | F. Tarantola (Genova) |

|                                             |           |  |
| Fiaschi 39’ Diligenti 61’ Moroni 79’ (aut.) | Marcatori |  |

| Arbitro: | Gava (Conegliano) |

|            |           |            |
| Fabris 40’ | Marcatori | 67’ Araldi |

| Arbitro: | Pavanello (Legnano) |

|                   |           |  |
| Bardelli 72’, 83’ | Marcatori |  |

| Arbitro: | Betti (Siena) |

|                             |           |              |
| Citterio 61’ Gramignoli 84’ | Marcatori | 58’ Bardelli |

| Arbitro: | Perdonò (Foggia) |

|          |           |  |
| Frara 7’ | Marcatori |  |

| Arbitro: | Schiavon (Padova) |

|              |           |  |
| E. Rossi 16’ | Marcatori |  |

| Arbitro: | G. Sanna (Cagliari) |

|                                        |           |  |
| Cerrone 4’ Frara 55’ Bardelli 63’, 64’ | Marcatori |  |

| Arbitro: | Laudato (Taranto) |

|                                    |           |             |
| D'Arrigo 12’ Coppola 16’ Villa 53’ | Marcatori | 48’ Cerrone |

| Arbitro: | Castronovo (Palermo) |

|              |           |              |
| Bardelli 47’ | Marcatori | 34’ Pasquali |

| Arbitro: | Ramacci (Latina) |

|             |           |  |
| Bertani 89’ | Marcatori |  |

| Arbitro: | Scalcione (Matera) |

|                                            |           |  |
| Bardelli 16’, 17’ Cerrone 48’ Baiguera 83’ | Marcatori |  |

#### Girone di ritorno
| Arbitro: | Schiavon (Padova) |

|                                     |           |  |
| Bardelli 74’ Francisetti 82’ (aut.) | Marcatori |  |

| Arbitro: | Cesca (Latisana) |

|                     |           |                                            |
| Saporito 71’ (rig.) | Marcatori | 35’, 70’ Baiguera 40’ Cerrone 55’ Bardelli |

| Arbitro: | Pegno (Ercolano) |

|              |           |  |
| Bardelli 59’ | Marcatori |  |

| Arbitro: | Buccini (Sulmona) |

|                                           |           |  |
| Bressani 22’, 89’ Taffi 52’ Ottonello 72’ | Marcatori |  |

| Arbitro: | Fabricatore (Roma) |

|              |           |  |
| Bardelli 36’ | Marcatori |  |

| Arbitro: | Barbaraci (Cagliari) |

|              |           |               |
| G. Corti 58’ | Marcatori | 74’ Marchetti |

| Arbitro: | Baroni (Macerata) |

|  |           |                              |
|  | Marcatori | 32’ Grosselli 72’ Garavaglia |

| Arbitro: | De Santis (Treviso) |

|           |           |              |
| Perico 1’ | Marcatori | 10’ Bardelli |

| Arbitro: | Bragagnini (Cervignano del Friuli) |

|                      |           |               |
| Negri 41’ Morgia 85’ | Marcatori | 24’ Rovellini |

| Arbitro: | Pavanello (Legnano) |

|  |           |                             |
|  | Marcatori | 41’ Gramignano 77’ F. Corti |

| Legnano 29 aprile 1981 28ª giornata | Legnano         | 0 – 0 | Pro Patria | Stadio Comunale\| Arbitro: \| Marascia (Roma) \| |
| Arbitro:                            | Marascia (Roma) |       |            |                                                  |

| Arbitro: | Cicuti (Roma) |

|             |           |                     |
| Bardelli 7’ | Marcatori | 70’ (rig.) E. Rossi |

| Arbitro: | Scalise (Bologna) |

|                   |           |                                                  |
| Moroni 54’ (aut.) | Marcatori | 24’ (aut.) Colzato 37’, 83’ Cerrone 68’ Bardelli |

| Arbitro: | Dal Forno (Ivrea) |

|              |           |                             |
| Bardelli 30’ | Marcatori | 59’ (rig.), 89’ Di Prospero |

| Arbitro: | Marascia (Roma) |

|              |           |  |
| Piccotti 20’ | Marcatori |  |

| Arbitro: | Tagliapietra (Vicenza) |

|              |           |                                |
| Bardelli 76’ | Marcatori | 23’, 34’ Bertani 32’ Rigamonti |

| Arbitro: | Giannoni (Jesi) |

|               |           |               |
| Pescarolo 30’ | Marcatori | 75’ Rovellini |

### Coppa Italia

#### Quarto girone
| 24 agosto 1980 1ª giornata |  | – Turno riposo Pro Patria |  |  |

| Busto Arsizio 31 agosto 1980 2ª giornata | Pro Patria        | 0 – 0 | Legnano | Stadio Carlo Speroni\| Arbitro: \| Gamberini (Monza) \| |
| Arbitro:                                 | Gamberini (Monza) |       |         |                                                         |

| Arbitro: | Frigerio (Milano) |

|  |           |             |
|  | Marcatori | 9’ Baiguera |

| 7 settembre 1980 4ª giornata |  | – Turno riposo Pro Patria |  |  |

| Arbitro: | Albertini (Voghera) |

|            |           |            |
| Savino 72’ | Marcatori | 68’ Bonafè |

| Arbitro: | Bin (Torino) |

|                        |           |  |
| Bonafè 12’ (rig.), 58’ | Marcatori |  |

#### Sedicesimi di finale
| Arbitro: | Lugli (Reggio Emilia) |

|                                               |           |                               |
| Skoglund 8’ (rig.) Belli 38’, 81’ Ramella 78’ | Marcatori | 6’ Frara 64’ (rig.) Rovellini |

| Arbitro: | Bragagnini (Cervignano del Friuli) |

|              |           |  |
| Bardelli 69’ | Marcatori |  |